# Уорд, Джереми
Джереми Майкл Уорд (англ. Jeremy Michael Ward; 5 мая 1976 Форт-Уэрт, Техас, США — 25 мая 2003 Лос-Анджелес, Калифорния, США) — американский музыкант, композитор, вокалист и звукооператор групп The Mars Volta и De Facto.

## Биография
Джереми Уорд родился 5 мая 1976 во Форт-Уэрте, Техасе, и переехал в Эль-Пасо. Он был двоюродным братом Джима Уорда и был частично связан с группой Джима At the Drive-In.
После развала группы в 2001 году, Уорд присоединился к проекту De Facto и затем к The Mars Volta.
Он участвовал в записи их дебютного альбома "De-Loused in the Comatorium".
Незадолго до выхода этого альбома, Уорд ушел из жизни в возрасте 27 лет от передозировки героина. Его смерть вдохновила других участников группы избавиться от своих собственных зависимостей. Его записи были использованы на поздних альбомах The Mars Volta и Омара Родригеса-Лопеса, а также в сольном альбоме "Omar Rodriguez Lopez & Jeremy Michael Ward".
Также Джереми включен в Клуб 27.

## Дискография
Ниже представлен список альбомов групп в котором когда-либо участвовал

### At the Drive-In
- In/Casino/Out (1998)

### De Facto
- How Do You Dub? You Fight for Dub, You Plug Dub In (1999)
- 456132015 (2001)
- Megaton Shotblast (2001)
- Légende du Scorpion à Quatre Queues (2001)

### The Mars Volta
- Tremulant (2002)
- De-Loused in the Comatorium (2003)
- Octahedron (2009)